# Sylvia de Swaan
Sylvia Newman de Swaan (n. 1941, Cernăuți, RSS Ucraineană, URSS – d. 7 decembrie 2023, Warsaw⁠(d), New York, SUA) a fost o artistă vizuală și fotografă evreică originară din Bucovina, care a activat în Mexic și Statele Unite ale Americii.

## Tinerețe
Sylvia de Swaan s-a născut în 1941 în Cernăuți, România (în prezent Ucraina), într-o familie de evrei vorbitori de germană, fiind fiica lui Etka Strum și sora mai mică a Paulei Neuman Gris. Familia a fost deportată în Transnistria și a fost eliberată înainte ca Sylvia să împlinească 5 ani. Sylvia nu și-a cunoscut niciodată tatăl: înainte de nașterea ei acesta a fost recrutat în rândurile armatei ruse și a fost dat dispărut; după alte surse a fost arestat de NKVD. După șase ani petrecuți în tabere de refugiați, familia a ajuns într-un final la New York, în 1951. Sylvia a frecventat High School of Music and Art și Hunter College. Fără a-și termina studiile, s-a mutat la Mexico City (Mexic) la începutul anilor 1960, pentru a se alătura comunității artistice de acolo. A revenit în SUA la începutul anilor 1970, la New Orleans, apoi iar la New York în 1975 cu fiul său și cel de-al doilea soț. A continuat să trăiască în centrul New York-ului până la sfârșitul vieții.
A decedat din cauze naturale la vârsta de 82 de ani, într-un azil de bătrâni din Warsaw⁠(d), New York.

## Carieră artistică
Sylvia de Swaan a fost unul din directorii executivi fondatori ai Sculpture Space (din engleză: „Spațiul sculpturii”) din Utica, New York. Organizația a avut o recunoaștere internațională, primind inclusiv un premiu de artă de la guvernatorul statului New York și un premiu MacArthur. A lucrat acolo o perioadă, după care s-a dedicat fotografiei și a început să-și exploreze originile, călătorind în regiunea în care s-a născut. Intitulat „Return” („Întoarcerea”), acesta a fost cel mai longeviv proiect al său, care a fost expus și publicat în repetate rânduri. De Swaan a întreprins prima sa călătorie în Europa de Est în 1990, cu trenul. În cadrul „Return”, ea a documentat fotografic orașul Cernăuți și cimitire evreiești din Bucovina. Către 2013, ea lucra la a doua parte a proiectului, intitulat „Return: A Sequel”.
A fost angajată la Hamilton College, unde a predat fotografia timp de aproape un deceniu. De asemenea, a lucrat la The Pratt Institute și la Munson Williams Proctor Institute, ambele în Utica, New York.
De-a lungul carierei artistice, a primit distincții de la New York Foundation of the Arts, Fundația Aaron Siskind, Paris Photo, Society for Photographic Education, Ministerul de Cultură al Austriei, Bemis Center of Contemporary Arts ș.a.

## Viață personală
A avut un singur fiu, Simon de Swaan, cu Sali de Swaan (d. 2020), de care s-a despărțit înainte de a fi invitată la Sculpture Space. A fost căsătorită cu Patrick Griswold până la decesul ei.